# Symphyloxiphus magnificus
Symphyloxiphus magnificus är en insektsart som beskrevs av Rehn, J.A.G. 1906. Symphyloxiphus magnificus ingår i släktet Symphyloxiphus och familjen syrsor. Inga underarter finns listade i Catalogue of Life.